# Арістокріт
Арістокріт (дав.-гр. Ἀριστόκριτος; IV століття до н. е.) — спартанець, батько полководця Лісандра.
Його ім'я дійшло до нас у різних варіантах. Павсаній називає батька Лісандра Арістокрітом, а Плутарх — Арістоклейтом (дав.-гр. Ἀριστόκλειτος). Дослідник Вільгельм Діттенбергер вважав варіант Плутарха помилковим. Також його ім'я зустрічається на аттичних написах.
Згідно Плутарху, Арістокріт був нащадком Гераклідів, але не належав до царського роду. Противники Лісандра поширювали чутки, що його батько був ілотом або мофаком. Однак, дослідниця Печатнова вважала, що Арістокріт був гіпомейоном. Тобто збіднілим спартанським громадянином, який був позбавлений частини своїх громадських прав. Це пояснювало, чому Лісандр виріс у бідності і чому його політична кар'єра почалася досить пізно.
Зважуючи на свідчення Діодора, що родина Лісандра мала давні зв'язки з Лівією, дослідниця Печатнова вважає, що Арістокріт був проксеном Кирени.